# Raasiku (Raasiku)
Raasiku es una localidad situada en el municipio de Raasiku, en el condado de Harju, Estonia. Tiene una población estimada, en 2021, de 1390 habitantes.
Está ubicada en el centro del condado, a poca distancia al sur de Tallin y cerca del río Pirita.